# Meryhathor
Meryhathor hoặc Meryt-Hathor, là một vị pharaon của vương triều thứ 10, trong Thời kỳ Chuyển tiếp thứ Nhất.

## Đồng nhất
Được xem như là người sáng lập nên vương triều, Meryhathor sẽ phải bắt đầu triều đại của mình vào khoảng năm 2130 TCN.
Tên của ông không được đề cập tới trong bản danh sách vua Turin nhưng lại được đề cập tới trong một bức Graffito của Djehutynakht II, một nomarch của nome Hare cư ngụ tại Hermopolis, tại một mỏ đá Thạch cao tuyết hoa ở Hatnub: cho tới nay đây là sự chứng thực duy nhất của vị vua này.
Có một cuộc tranh luận về tên của ông: bởi vì ký tự "Hathor" (C9 trong bản danh sách ký tự của Gardiner) đã bị hư hại một phần, cho nên một vài học giả như Edward Brovarski cho rằng tên thật của vị pharaon này có thể là Meryibre ("Người được yêu quý của trái tim Ra") mà có phần gần gũi hơn với truyền thống Memphis. Hơn nữa, một số nhà Ai Cập học mà ủng hộ một cách đọc khác còn kết hợp vị vua này với người kế vị của ông là Neferkare VIII;